# Cerastium viscosum
Espèce
Classification APG III (2009)
Cerastium viscosum (aussi appelé céraiste visqueux) est une espèce de plantes de la famille des Caryophyllaceae.

## Remarque
Cerastium viscosum L. ne doit pas être confondu Cerastium viscosum auct. non L., nom illégitime synonyme de Cerastium glomeratum Thuill.

Cependant, la validité de Cerastium viscosum L. n'est pas non plus évidente.